# Rufus Castle
Rufus Castle, også kendt som Bow and Arrow Castle, er ruinen af en middelalderborg, der ligger med udsigt til Church Ope Cove på Portland, Dorset, England. Navnet kommer fra kong Vilhelm 2., som var kendt som Vilhelm Rufus, der opførte den oprindelige borg på stedet.
Den nuværende fæstning er primært fra slutningen af 1400-tallet, der gør den til Portlands ældste borg. Den er bygget på toppen af et klippefremspring, hvor en del af den oprindelige struktur er eroderet væk og dele af borgen er derfor kollapset.
Ruinen består af et femkantet keep med kanonhuller, der står så højt at fundamentet ligger over niveauet på det tidligere kirketårn på St Andrews Church, hvis ruiner ligger lidt længere nede.
Ruinen blev registreret som listed building af første grad i januar 1951, og er den ene af kun tre bygning på Portland som er listed af første grad. Det er siden også blevet et scheduled monument under Ancient Monuments and Archaeological Areas Act 1979.